# Vibrisseaceae
Vibrisseaceae is een grote familie van de Leotiomycetes, behorend tot de orde van Helotiales. The familie is beschreven door de mycoloog Richard Korf en voor het eerst geldig gepubliceerd in 1990.

## Taxonomie
De familie Vibrisseaceae bestaat uit de volgende vijf geslachten:
1. Acephala
2. Leucovibrissea
3. Pocillum
4. Srinivasanomyces
5. Vibrissea